# Amyris monophylla
Amyris monophylla là một loài thực vật có hoa trong họ Cửu lý hương. Loài này được Brandegee mô tả khoa học đầu tiên năm 1909.